# Trémont (Orne)
Trémont település Franciaországban, Orne megyében. Lakosainak száma 121 fő (2022. január 1.). Trémont Gâprée, Aunou-sur-Orne, Boitron, Le Chalange, Le Ménil-Guyon és Saint-Léonard-des-Parcs községekkel határos.

## Népesség
A település népessége az elmúlt években az alábbi módon változott:
| Lakosok száma | 124  | 124  | 126  | 120  | 120  | 119  | 119  | 120  | 121  |
|               | 2013 | 2015 | 2016 | 2017 | 2018 | 2019 | 2020 | 2021 | 2022 |